# Missak Manukian

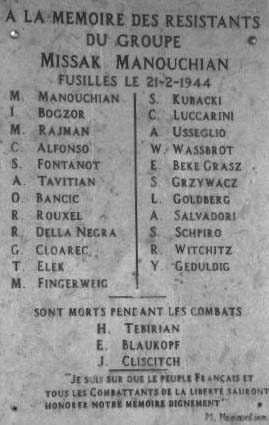
Tablica pamiątkowa ku czci grupy Manukiana

Misak Manuszjan (fr. Michel Manouchian, orm. Միսաք Մանուշյան; ur. 1 września 1906 w Adıyaman, zm. 21 lutego 1944 w Suresnes) – działacz komunistyczny, uczestnik francuskiego ruchu oporu.

## Młodość
Urodził się na terenie Turcji w ormiańskiej rodzinie chłopskiej. Jego ojciec padł ofiarą ludobójstwa Ormian w Turcji, zaś matka zmarła w czasie klęski głodu. Razem ze swoim bratem Karabetem został przygarnięty początkowo przez rodzinę kurdyjską, a następnie trafił do francuskiego przytułku dla sierot w Syrii. Nauczył się tam zawodu stolarza i po wyjeździe do Marsylii podjął pracę w tym zawodzie, a następnie pracował w paryskich zakładach Citroën jako tokarz. Jego brat ciężko zapadł na zdrowiu, co poważnie pogorszyło ich sytuację materialną. W 1927 Karabet Manukian zmarł, zaś sam Missak stracił pracę na początku wielkiego kryzysu. Odtąd zarabiał na życie pozując do rzeźb. Wspólnie z grupą innych ormiańskich imigrantów współtworzył dwa ormiańskojęzyczne magazyny literackie, w których publikował swoje wiersze. Wiele z nich było zainspirowanych jego tragicznymi doświadczeniami z dzieciństwa. Zapisał się na Sorbonę jako wolny słuchacz i uczęszczał na zajęcia z filozofii, literatury, historii oraz ekonomii politycznej.

## Komunista
W 1934 Missak Manukian przystąpił do Francuskiej Partii Komunistycznej, gdzie w rok później został oficjalnym sekretarzem Komitetu Pomocy Armenii, co w praktyce oznaczało stanowisko pełnoetatowego działacza partyjnego. Działał również w związkach zawodowych (centrala CGT), wrócił do pracy jako tokarz oraz redagował lewicową gazetę w języku ormiańskim. Również jego żona Mélinée była aktywistką komunistyczną.
W momencie wybuchu II wojny światowej został, jako obcokrajowiec, ewakuowany z Paryża, do którego jednak wrócił w czerwcu 1940. Kontynuował w podziemiu działalność w partii, która po wrześniu 1939 została zdelegalizowana. Chociaż został za to zatrzymany i przez krótki czas przebywał w obozie w Compiègne, nie postawiono mu zarzutów karnych.

### Ruch oporu
W lutym 1943 wstąpił do tworzonych od kwietnia 1942 przez Borisa Holbana jednostek ruchu oporu złożonych z emigrantów we Francji (Francs-tireurs et partisans – Main d’oeuvre immigrée), głównie Żydów i Ormian. 17 marca wziął udział w pierwszej akcji zbrojnej w Levallois-Perret, gdzie okazał się kiepskim żołnierzem. W miarę zdobywania doświadczenia wykazał się jednak osobistą odwagą, zyskał szacunek innych uczestników jednostki i został wybrany komisarzem technicznym wszystkich emigranckich grup ruchu oporu (FTP-MOI), a w sierpniu, po odsunięciu z funkcji Holbana z powodów dyscyplinarnych, ich zwierzchnikiem na stanowisku komisarza wojskowego. Był tym samym drugim (po Josephie Epsteinie) w hierarchii paryskiego ruchu oporu organizowanego pod auspicjami komunistów. 28 września 1943 był głównym organizatorem udanego zamachu na nazistowskiego generała Juliusa Rittera. Łącznie jego grupa dokonała do listopada około trzydziestu udanych akcji sabotażowych.

### Aresztowanie i śmierć
Poszukiwany przez hitlerowców od lipca 1943 Manukian został w końcu aresztowany 16 listopada 1943 przez policjantów ubranych po cywilnemu w Évry-Petit-Bourg w czasie spotkania z Epsteinem. Nie zdawał sobie sprawy z faktu, że cały czas od wyjścia z domu był obserwowany, jak również z tego, że w obławach policyjnych w tych samych dniach aresztowano większość bojowników MOI. Doprowadziło to niektórych badaczy do wniosku, że grupa Manukiana padła ofiarą denuncjacji, jak i została zdradzona przez komunistyczne kierownictwo ruchu, które najpierw wysłało MOI do zbyt ciężkich zadań, a następnie nie udzieliła jednostkom imigranckim pomocy w decydującym momencie. Film dokumentalny o MOI z 1985 w reżyserii młodego realizatora Mosco, chociaż oparty na stosunkowo kruchych przesłankach, wywołał ożywioną polityczną debatę w tej kwestii, w której komuniści stanowczo zaprzeczali temu, by grupa Manukiana została zniszczona na skutek donosu. Zwolenniczką tezy o świadomym porzuceniu jednostek MOI przez ich twórców była za to wdowa po Manukianie. Zaznaczała ona, iż w swoim ostatnim liście jej mąż napisał, iż „wybacza wszystkim, którzy nas zdradzili po to, by ratować własną skórę i tym, którzy nas sprzedali”. Towarzysząca mężowi Mélinée Manukian zdołała uciec, stając się tym samym jedną z nielicznych członków jednostek emigranckich, którzy nie zostali aresztowani do końca roku 1943. Manukian i dwudziestu dwóch innych aktywistów komunistycznych zostało poddanych torturom, a następnie osądzonych, skazanych na karę śmierci i rozstrzelanych w forcie Mont Valérien w Suresnes koło Paryża.
Niektórzy badacze są zdania, iż kierownictwo komunistów nie tylko nie udzieliło pomocy FTP-MOI, ale wręcz świadomie zdradziło jedną ze swoich najważniejszych jednostek. Pośrednio świadczy o tym fakt, że już w sierpniu 1943 dział kadr PCF uznał Manukiana za osobę o „tendencji trockistowskiej”, co stanowiło jedno z najcięższych oskarżeń w ówczesnym ruchu komunistycznym. Nie są jednak jasne przesłanki, na podstawie których dokonano takiej oceny, gdyż Manukian nie był związany z żadną organizacją trockistowską.

### Czerwony afisz
Przy okazji aresztowań hitlerowcy zorganizowali ogromną kampanię propagandową, rozwieszając na ulicach miast słynne „czerwone afisze” („affiches rouges”) w łącznej liczbie piętnastu tysięcy, zawierające fotografie Manukiana i jego towarzyszy-imigrantów. Zdjęcie przywódcy MOI zostało opatrzone napisem „Ormianin Manouchian, szef bandy, sprawca 56 zamachów, 150 zabitych, 600 rannych”. Wbrew oczekiwaniom pomysłodawców kampanii, która przedstawiała ruch oporu jako bandę przybyłych z zagranicy kryminalistów, przyczyniła się ona do powstania legendy Manukiana jako bohatera i męczennika ruchu oporu i zachęciła wielu do wstąpienia w szeregi oddziałów. Co więcej, na wielu plakatach pojawiły się dopisane nieznaną ręką słowa „Zginęli za Francję”. Przed śmiercią Manukian miał powiedzieć, iż nie wini za nic narodu niemieckiego. Wszyscy rozstrzelani zostali pochowani na cmentarzu w Ivry-sur-Seine.
Jego imię nosi park w Évry, na miejscu aresztowania, i ulica w Paryżu. Grupa Manukiana posiada ponadto pomnik w Issy-les-Moulineaux. Mimo tego przez wiele lat w oficjalnych wydawnictwach, w tym encyklopedii Larousse z 1966, nie było żadnych wzmianek o działalności jednostek imigranckich, zaś większość opracowań wydawanych bezpośrednio po wojnie przypisywała czyny wojenne grupy Manukiana, w tym zamach na Rittera, francuskich oddziałom ruchu oporu

## Upamiętnienie
Na podstawie ostatniego listu wysłanego przez Manukiana do żony, Louis Aragon napisał wiersz Strophes pour se souvenir, do którego Leo Ferré napisał muzykę, tworząc utwór znany odtąd jako L'affiche rouge. Opublikowane zostały również listy pisane przez Manukiana do Melinée, w tym ostatni, wysłany w dniu egzekucji. Inny utwór poetycki poświęcony walczącym w ruchu oporu obcokrajowcom napisał Paul Eluard.
W 1976 o grupie Manukiana nakręcony został film Franco Cassentiego L'Affiche Rouge, w którym w rolę przywódcy FTP-MOI wcielił się Roger Ibanez.
21 lutego 2024 r. szczątki Manukiana i jego żony zostały przeniesione do Panteonu. Manukian stał się tym samym pierwszym bojownikiem francuskiego komunistycznego ruchu oporu oraz pierwszym cudzoziemcem pochowanym w tym miejscu.